# Jakob Eklund
Jakob Anders Eklund (Göteborg, 21 febbraio 1962) è un attore svedese.

## Vita privata
Dal 2008 è sposato con l'attrice Marie Richardson. Hanno due figli.

## Filmografia parziale
- Änglagård, regia di Colin Nutley (1992)
- Änglagård - Andra sommaren, regia di Colin Nutley (1994)
- Spring för livet, regia di Richard Hobert (1997)
- Noll tolerans, regia di Anders Nilsson (1999)
- Executive Protection (Livvakterna), regia di Anders Nilsson (2001)
- The Third Wave - La terza onda (Den tredje vågen), regia di Anders Nilsson (2003)
- Alle prime luci dell'alba (Om jag vänder mig om), regia di Björn Runge (2003)
- Il viaggio di Jeanne (Les grandes personnes), regia di Anna Novion (2008)

## Riconoscimenti
- Guldbagge
  - 1998 - Candidatura a miglior attore per Spring för livet
  - 2000 - Candidatura a miglior attore per Noll tolerans
  - 2004 - Candidatura a miglior attore per Alle prime luci dell'alba